# Christine Arbogast
Christine Arbogast (* 18. Juni 1965 in Stuttgart) ist eine deutsche politische Beamtin (SPD). Seit dem 8. November 2022 ist sie Staatssekretärin im Niedersächsischen Ministerium für Soziales, Arbeit, Gesundheit und Gleichstellung.

## Ausbildung und Beruf
Nach dem Abitur arbeitete Arbogast ein Jahr als Sachbearbeiterin bei der Dekra in Stuttgart und studierte danach Geschichte und Politologie an der Universität Tübingen und der Universität Aix-en-Provence. Mit einer Dissertation über das Wirken nationalsozialistischer Parteifunktionären in Württemberg wurde sie 1996 bei Dieter Langewiesche in Tübingen  promoviert. Sie war Stipendiatin des Evangelischen Studienwerks Villigst.
Nach der Promotion war Arbogast zunächst in den Bereichen Publizistik, Forschung und Lehre freiberuflich tätig, dann von 1999 bis 2001 Studienleiterin der Akademie für Neue Medien in Ludwigsburg. In den Jahren 2001 bis 2004 leitete sie an der Volkshochschule Stuttgart verschiedene, auch internationale Projekte. In dieser Zeit absolvierte sie nebenberuflich ein Studium der Erwachsenenpädagogik, das sie mit einem Master abschloss. Von 2004 bis 2012 war  Arbogast als Referentin beim baden-württembergischen Landesbüro der Friedrich-Ebert-Stiftung in Stuttgart tätig. Schwerpunkte waren dort kommunal- und bildungspolitische Themen.
Zum Jahresbeginn 2013 folgte eine Tätigkeit als Amtsleiterin für Bildung, Soziales und Familie in der Stadt Nürtingen. Ab Juli 2014 war Arbogast Erste Bürgermeisterin (Beigeordnete) von Tübingen. Der Tübinger Gemeinderat hatte sie am 7. April 2014 mit 21 von 40 Stimmen gewählt. Als Erste Beigeordnete war sie die ständige allgemeine Stellvertreterin des Tübinger Oberbürgermeisters Boris Palmer.
In der Stadtverwaltung war Arbogast für den Fachbereich Bürgerdienste, Sicherheit und Ordnung, den Fachbereich Kunst und Kultur und den Fachbereich Familie, Schule, Sport und Soziales zuständig. Zu ihrem Zuständigkeitsbereich gehören außerdem die Familienbeauftragte, der Eigenbetrieb Musikschule, die Altenhilfe gGmbH, die Sporthallenbetriebs-GmbH und die Zimmertheater GmbH. Von 2018 bis 2022 war sie Dezernentin für Soziales, Schule, Gesundheit und Jugend der Stadt Braunschweig.
Am 8. November 2022 wurde Arbogast zur Staatssekretärin im Niedersächsischen Ministerium für Soziales, Arbeit, Gesundheit und Gleichstellung ernannt.
Christine Arbogast ist verheiratet und hat drei Kinder. Sie ist Mitglied der SPD.